# 坂東肇
坂東　肇（ばんどう　はじめ）は、日本の教育者・音楽家。

## 来歴
追手門学院高等学校から武蔵野音楽大学に進学し、大学院音楽研究科を1979年に修了。
1986年に神戸大学教育学部講師に就任し、後に教授に昇任。2019年2月19日に「発すれば達し，達すれば発す　～秀峰をめざして～」をテーマとした最終講義を，学生、教職員，卒業生に対しておこない、3月をもって定年退職した。退職時点では神戸大学発達科学部大学院人間発達環境学研究科教授であった。退職とともに名誉教授となる。

## 論文
- >坂東肇